# Sisyrinchium magnicapsulare
Sisyrinchium magnicapsulare är en irisväxtart som beskrevs av J.M.Watson. Sisyrinchium magnicapsulare ingår i släktet gräsliljor, och familjen irisväxter. Inga underarter finns listade i Catalogue of Life.